# Raschens Werft
Raschens Werft befindet sich in Bremen, Stadtteil Burglesum, Ortsteil St. Magnus, Admiral-Brommy-Weg 10/11. Sie entstand um 1840. 
Die ehemalige Werft und das Wohnhaus stehen seit 2013 unter Bremer Denkmalschutz.

## Geschichte
Die frühere Schiffswerft an der Lesum wurde von Hinrich Raschen (1735–1800) 1770 gegründet. Sie war in der zweiten Hälfte des 18. Jahrhunderts an der Unterweser eine bedeutende Werft, die viele Schiffe für bremische Reedereien herstellte. Das erste Schiff lief 1776 vom Stapel und bis 1841 wurden nachweisbar 109 Schiffe gebaut. Nach 1800 führte sein Sohn Hinrich (1780–1848) die Werft. Um 1840 wurde als Neubau das geräumige Wohnhaus fertiggestellt und bereits 1841 fand der Konkurs der Werft statt.
Zum Ensemble gehören das gut überlieferte, eingeschossige, verklinkerte Wohnhaus mit einem Krüppelwalmdach und das zugehörige, verklinkerte Fachwerkhaus mit Satteldach. 
Das Landesamt für Denkmalpflege Bremen schrieb dazu: „...[der] Fachwerkbau ist ein anschauliches bauliches Zeugnis der ehemaligen Schiffswerft...Darüber hinaus ist die Baugruppe von erheblicher technikgeschichtlicher bzw. werftgeschichtlicher Relevanz, da sie zu den mittlerweile seltenen historischen Werftbauten aus der 1. Hälfte des 19. Jahrhunderts in Bremen zählt...“
1842 kaufte Eberhard Focke aus Bremen das Anwesen und verpachtete die Werft an Schiffbaumeister Bernhard Wencke, Bremen. Bis 1870 gab es verschiedene Besitzer. 1870 wurde der Betrieb der Werft aufgegeben und die Werftgebäude abgebrochen; das Haupthaus blieb erhalten. 
Hier war dann das Hofmeierhaus des Landsitzes von Kaufmann, Politiker (DNVP, NSDAP) und (ab 1933) Senator Otto Flohr (1869–1942), der in Argentinien die Tabakfirma Flohr gründete und 1903, nach seiner Rückkehr, weiter im Tabakgeschäft tätig war. Sein Sohn Dr. jur. Otto Flohr (jun.) war dann Miterbe des Wohnhauses und wohnte hier nach 1945. Er baute das Dachgeschoss für seine Mutter Elisabeth (Elli) Flohr aus.
Heute (2018) werden die Gebäude als Büro und Wohnhaus genutzt.
Am Admiral-Brommy-Weg, benannt nach Karl Rudolf Brommy, befinden sich als denkmalgeschützte Anlagen und Gebäude Knoops Park, Landhaus Wolde, Villa Schotteck und Haus Schwalbenklippe.